# Krainke
Die Krainke ist ein 35 Kilometer langer Ast der Rögnitz und Nebenfluss der Sude im Norden Deutschlands.
Sie zweigt auf dem Gemeindegebiet von Vielank im Westen der zum Ortsteil Woosmer gehörenden Siedlung Schlonsberge nach links aus der Rögnitz ab und fließt zunächst in südwestlicher Richtung, wobei die Landesgrenze zwischen Mecklenburg-Vorpommern und Niedersachsen überschritten wird. In der Gemeinde Amt Neuhaus macht die Krainke ab Tripkau einen langgestreckten Bogen in nordwestliche Richtung, verläuft dort parallel zur Elbe und der Bundesstraße 195 durch das Biosphärenreservat Niedersächsische Elbtalaue. Auf ihrem Weg fließen dem Gewässer zahlreiche Entwässerungsgräben zu und es werden der Stixer See und der Zeetzer See durchflossen. Zudem existieren weitere seenhafte Aufweitungen. Wenige Meter nach dem erneuten Überschreiten der Landesgrenze mündet die Krainke südöstlich von Besitz in die Sude.
Die Krainke wurde 1990 durch einen Beschluss des damaligen Bezirkstages Schwerin in ihrem gesamten Verlauf einschließlich der etwa 50 Meter breiten Uferstreifen als Naturschutzgebiet mit der Bezeichnung Krainke von Quelle bis Mündung in die Sude ausgewiesen.